# Arkils tingstad

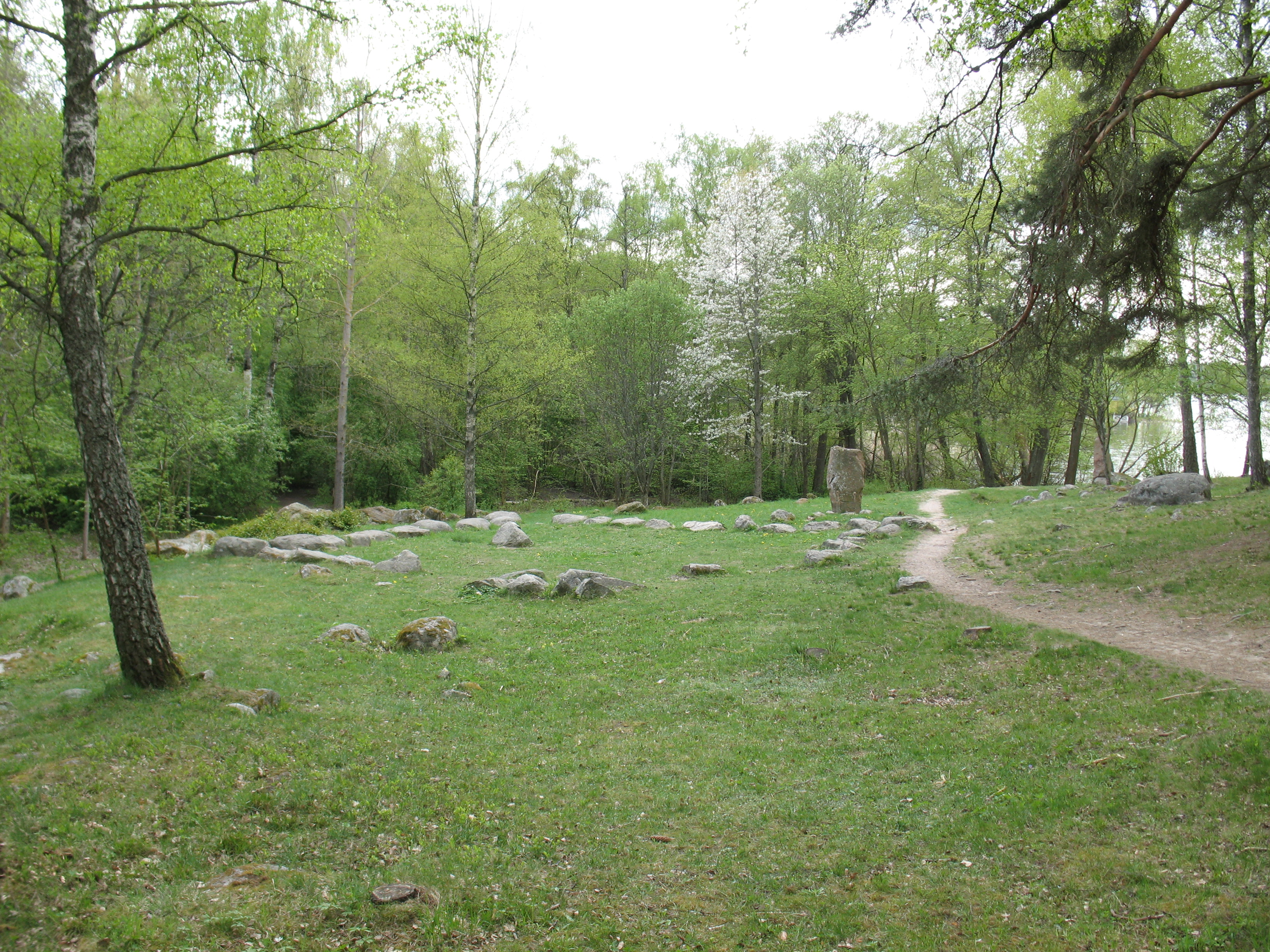
Foto del Thing. Alla destra del recinto di pietre si possono vedere le due pietre runiche.

Arkils tingstad (Thing di Arkil) è un sito archeologico risalente all'era vichinga sito nell'Uppland, Svezia e distante pochi chilometri da Stoccolma. Il sito è composto da un recinto rettangolare di massi e da due pietre runiche.
Il recinto e le iscrizioni furono creati dal clan Skålhamra, responsabile anche dell'erezione delle pietre runiche di Risbyle, il che sembra testimoniare che il clan avesse possedimenti su entrambe le sponde del lago Vallentunasjön. Inoltre lo stesso clan produsse la pietra runica U 100 e un percorso dentro il bosco.
Gli studiosi sono in disaccordo in merito alla funzione del Thing; alcuni credono che tutte le persone che vivevano nelle vicinanze del sito potessero amministrare la giustizia locale e prendere decisioni comunitarie. Altri credono che il luogo era utilizzato solo dai capoclan, i quali poi comunicavano alla popolazione le loro decisioni, oppure interrogavano e punivano all'occorrenza i loro subalterni.
Prima della cristianizzazione della Scandinavia, i riti sacrificali (blót) erano eseguiti solo da capoclan e dai potenti del luogo. Quando arrivò il cristianesimo, i riti di centrale importanza della comunità divennero quelli cristiani e in particolare il battesimo. È possibile che il clan Skålhamra creò il sito in modo che i sacerdoti di Sigtuna potessero battezzare gli abitanti delle sponde del lago. Le inscrizioni dimostrano che il sito non ebbe nessun rapporto con il paganesimo scandinavo.
Gli studiosi hanno datato il Thing verso il 1010 basandosi sullo stile delle inscrizioni che risultano di qualche decennio più vecchie rispetto alle pietre runiche di Jarlabanke, le quali raccontano la creazione di un altro Thing.

## Pietre runiche
Le traduzioni seguenti sono basate su rundata. La trascrizione delle rune in norreno standardizzato si basa sullo svedese e sul danese per facilitare la comparazione con le inscrizioni.

### U 225

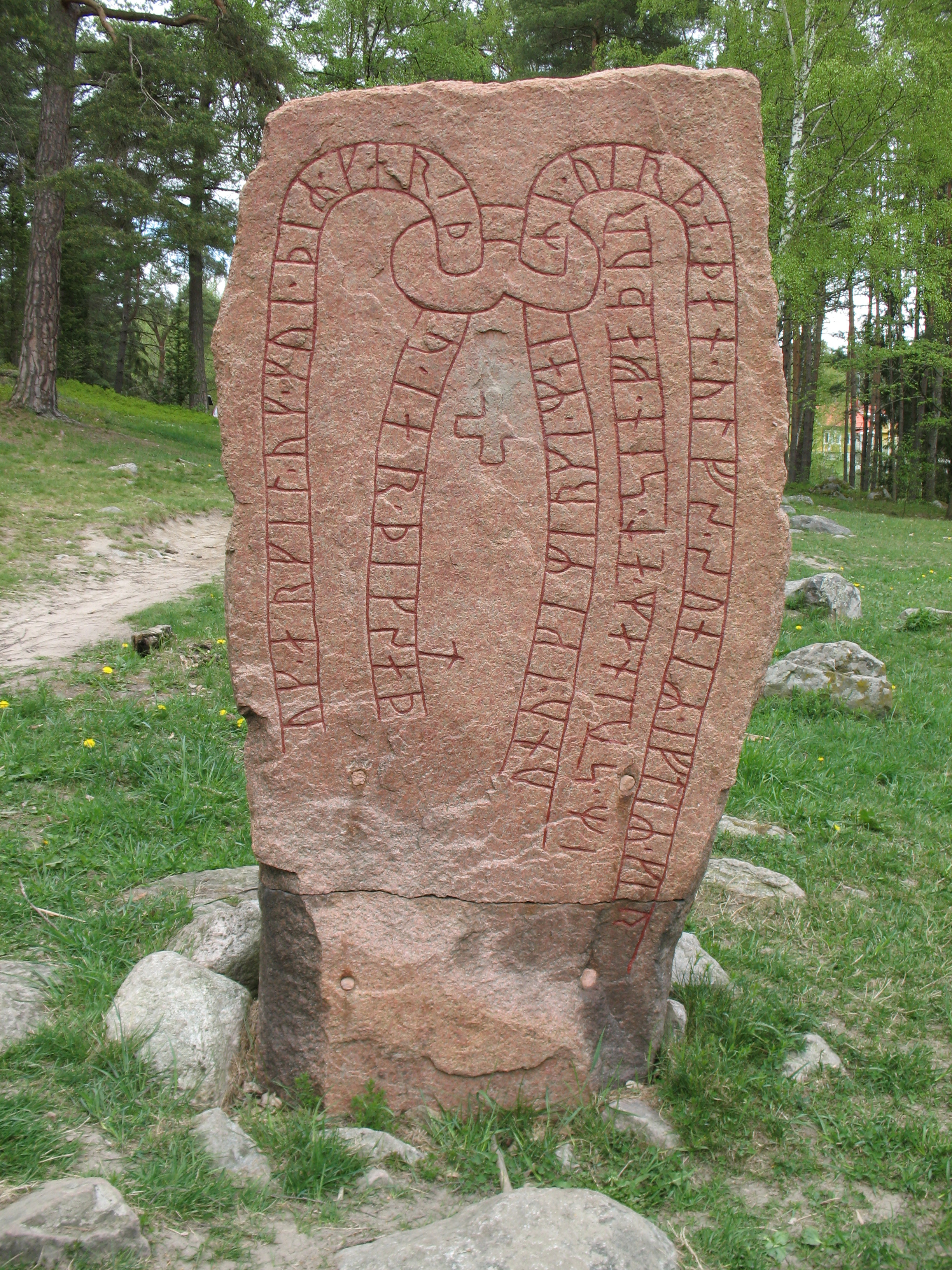
U 225.

Questa pietra fu incisa dal maestro delle rune di nome Gunnar.

#### Traslitterazione in caratteri latini
... uk * arkil * uk * kui * þiR * kariþu * iar * þikstaþ ... ...unu * iki mirki * maiRi * uirþa * þan * ulfs * suniR * iftiR * kir... ...iR * suinaR * at * sin * faþur

#### Trascrizione in norreno
[Ulfkell](?) ok Arnkell ok Gyi þæiR gærðu hiar þingstað ... [M]unu æigi mærki mæiRi verða, þan Ulfs syniR æftiR gær[ðu], [sniall]iR svæinaR, at sinn faður.

#### Traduzione in italiano
Ulfkell(?) e Arnkell e Gýi, costruirono il Thing qui... Nessun punto di riferimento sarà mai più (grande), quanto (quello) che i figli di Ulfr fecero in sua memoria; valenti ragazzi in memoria del loro padre.

### U 226

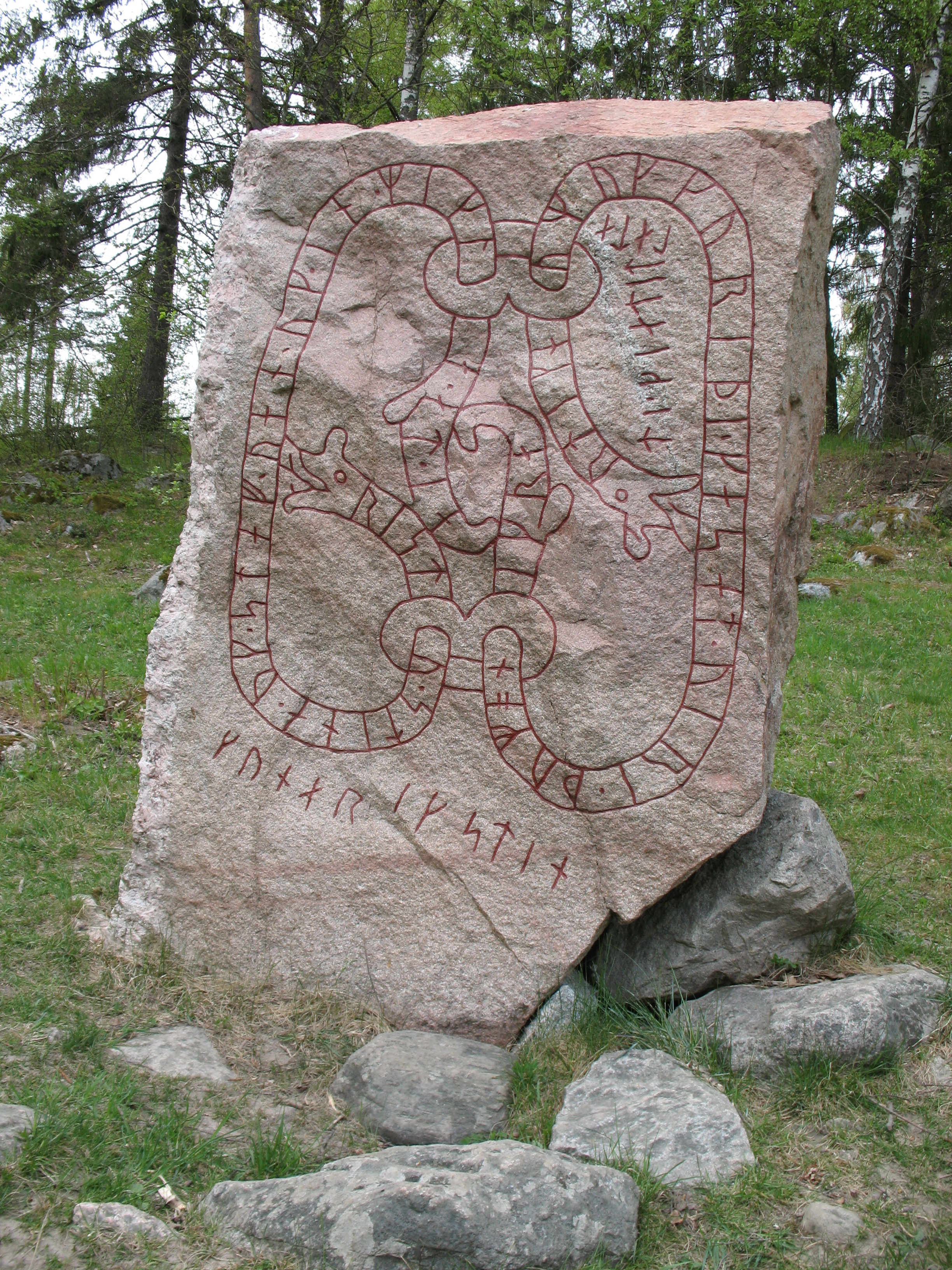
U 226.

Anche questa pietra runica fu scolpita da Gunnar.

#### Traslitterazione in caratteri latini
ristu * stina * uk * staf * uan * uk * in * mikla * at * iartiknum uk kuriþi * kas at * uiri * þu mon i krati * kiatit lata kunar ik stin

#### Trascrizione in norreno
Ræistu stæina ok staf unnu(?) ok inn mikla at iarteknum. Ok Gyriði gats at veri. Þy man i grati getit lata. Gunnarr hiogg stæin.

#### Traduzione in italiano
(Essi) eressero pietre e produssero personale(?) e il grande segno (di acclamazione); Gyríðr fu anche un caro marito: egli sarà quindi commemorato nel pianto. Gunnar incise le pietre.